# کارولینا کرشنتینی
کارولینا کرشنتینی (ایتالیایی: Carolina Crescentini؛ زادهٔ ۱۸ آوریل ۱۹۸۰) یک هنرپیشه اهل ایتالیا است. وی از سال ۲۰۰۵ میلادی تاکنون مشغول فعالیت بوده است.
از جمله فیلم‌های او می‌توان به دیابولیک: تو کی هستی؟، بوکاچیوی شگفت‌انگیز، شیاطین سن پترزبورگ، هیچ‌کجا مثل خانه نیست، نیمه ابری همراه با طلسم‌های آفتابی و با من از عشق بگو اشاره کرد.
وی در سال ۲۰۱۱ برنده جایزه انجمن ملی فیلم ایتالیا بهترین بازیگر نقش مکمل زن شده است.